# Jelena Dokić
Jelena Dokić (in serbo Јелена Докић?; Osijek, 12 aprile 1983) è un'allenatrice di tennis, ex tennista, scrittrice e commentatrice televisiva serba naturalizzata australiana.
Nata in Jugoslavia, tennista professionista dal 1998, ha vinto 6 titoli WTA in singolare e 4 in doppio. Ex nº4 del mondo, ha raggiunto la semifinale a Wimbledon nel 2000, anno in cui ottenne anche la semifinale ai Giochi della XXVII Olimpiade di Sydney.
Dokic fu vittima per diversi anni di maltrattamenti e percosse da parte del padre, che pretendeva sempre vittorie da sua figlia Jelena, quindi decise di vivere in Australia per allontanarsi dal violento  genitore: poi ha ottenuto la cittadinanza australiana.

## Biografia
Arrivò in Australia nel 1994 con la sua famiglia a causa delle guerre jugoslave. Stabilitasi a Sydney, ha sviluppato un talento nel tennis molto precoce. A 16 anni è già al 43º posto delle classifiche mondiali: infatti nel torneo di Wimbledon 1999 - Singolare femminile elimina Martina Hingis nella partita di primo turno con punteggio 6-2 6-0.
Raggiunse la sua migliore posizione in classifica mondiale  WTA nell'agosto 2002 quando arrivò al 4º posto, mentre la migliore posizione nel doppio (10º posto) la raggiunse nel febbraio 2002.
Lascia l'Australia nel 2001 in polemica con l'organizzazione degli Australian Open e dichiara di non voler più tornare a giocare per questo paese: nel libro autobiografico viene spiegato che la decisione fu presa su istigazione del padre di Jelena ossia Damir Dokic, che era il suo allenatore e malmenava spesso la tennista. Dokić torna allora a Belgrado dove decide di prendere la nazionalità serbo-montenegrina anche se resta cittadina australiana.
Dopo quattro anni passati a Belgrado, Dokić scende fino alla 349ª posizione della classifica mondiale. In seguito dichiarerà di non andare più d'accordo con suo padre e di non avere più intenzione di continuare a vivere con lui. Ha poi ammesso che la fuga dal padre è da imputarsi ad abusi che il padre faceva su di lei.
Così annuncia il suo ritorno in Australia e la decisione di tornare a giocare sotto la bandiera australiana. Sono australiana, mi sento australiana e voglio tornare a giocare per l'Australia dichiara al quotidiano The Daily Telegraph (Australia), poi nel 2017 pubblica un libro intitolato "Unbreakable" che spiega la sua storia esistenziale. Dokic si è successivamente trasferita nel Principato di Monaco. Nel giugno 2022 rivela, tramite comunicati su social network, di aver tentato il suicidio due mesi prima.

## Carriera

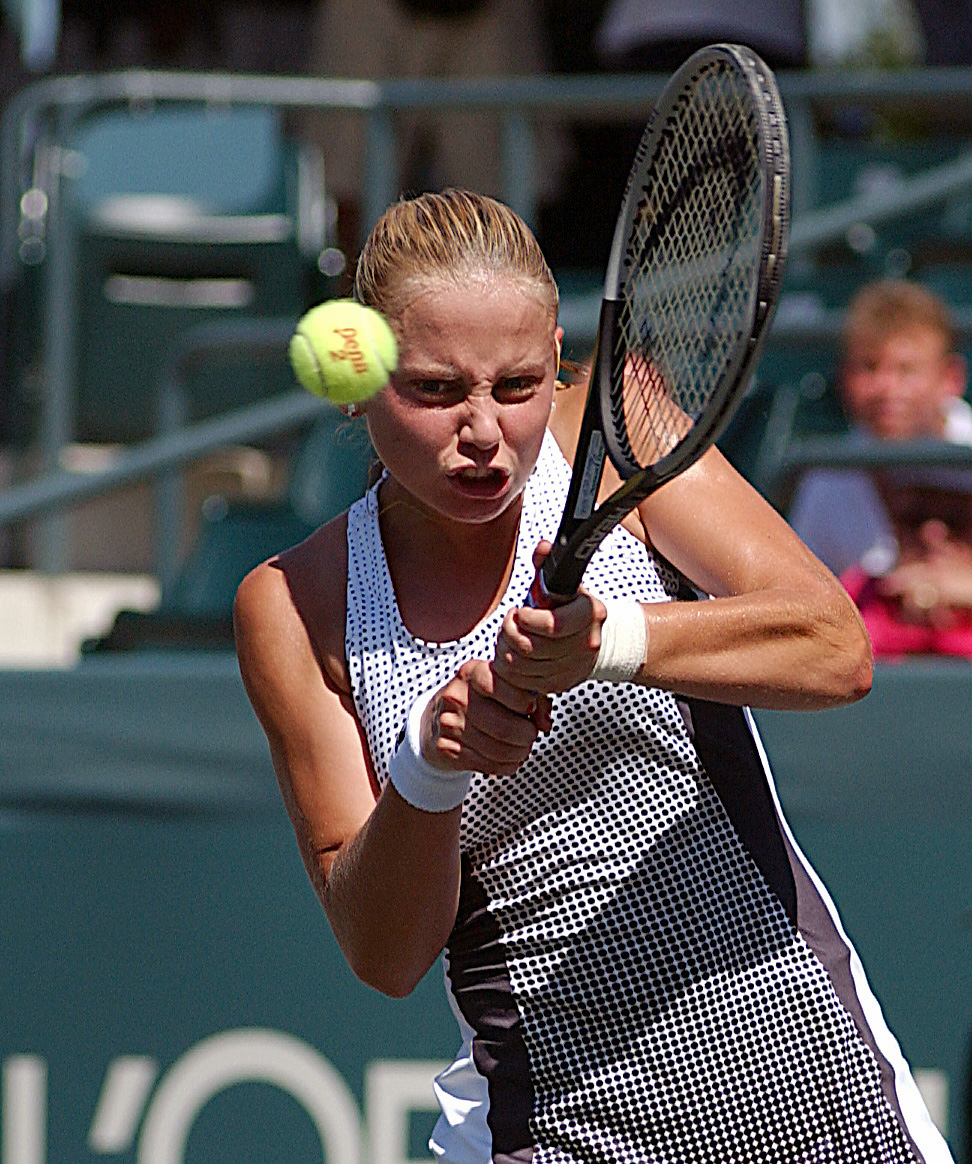
Jelena Dokic nel 2002

Nel dicembre 2005 ritorna in Australia dopo quattro anni e si vede accordare un invito per partecipare al torneo di Canberra debuttando nel gennaio 2006.
In seguito parteciperà alle qualificazioni per partecipare agli Australian Open ma non riesce a ottenere di approdare al tabellone principale. Tuttavia ottiene una wild-card che le consente di prendere parte al torneo, ma viene sconfitta al primo turno.
Torna a giocare dei tornei challenger che le consentono di ottenere punti per risalire la classifica WTA.
A maggio 2008 si trova al 431 posto delle classifiche WTA.
Nel gennaio 2009, sale al 187 posto della classifica WTA. Ritorna a giocare all'Australian Open, grazie a una wild-card, e raggiunge i quarti di finale, battendo due top 20, Anna Čakvetadze e Caroline Wozniacki.
Il 6 marzo 2011, dopo un digiuno di oltre 8 anni, torna al successo in un torneo WTA, al torneo di Kuala Lumpur, battendo in finale Lucie Šafářová per 2-6, 7–6, 6–4.
Si è ritirata dall'attività agonistica nel 2014.

## Statistiche

### Singolare

#### Vittorie (6)
| Legenda: Prima del 2009 | Legenda: Dal 2009     |
| ----------------------- | --------------------- |
| Grande Slam (0)         |                       |
| Ori Olimpici (0)        |                       |
| WTA Championships (0)   |                       |
| Tier I (2)              | Premier Mandatory (0) |
| Tier II (1)             | Premier 5 (0)         |
| Tier III (1)            | Premier (0)           |
| Tier IV (1)             | International (1)     |
| Tier V (0)              | International (1)     |

| N. | Data              | Torneo                                | Superficie    | Avversaria in finale    | Punteggio        |
| 1. | 14 maggio 2001    | Internazionali BNL d'Italia, Roma     | Terra rossa   | Amélie Mauresmo         | 7–6(3), 6–1      |
| 2. | 17 settembre 2001 | Toyota Princess Cup, Tokyo            | Cemento       | Arantxa Sánchez Vicario | 6–4, 6–2         |
| 3. | 1º ottobre 2001   | Kremlin Cup, Mosca                    | Sintetico (i) | Elena Dement'eva        | 6–3, 6–3         |
| 4. | 1º aprile 2002    | Sarasota Clay Court Classic, Sarasota | Terra verde   | Tat'jana Panova         | 6–2, 6–2         |
| 5. | 10 giugno 2002    | DFS Classic, Birmingham               | Erba          | Anastasija Myskina      | 6–2, 6–3         |
| 6. | 6 marzo 2011      | Malaysia Classic, Kuala Lumpur        | Cemento       | Lucie Šafářová          | 2–6, 7–6(9), 6–4 |

#### Sconfitte (8)
| Legenda: Prima del 2009 | Legenda: Dal 2009     |
| ----------------------- | --------------------- |
| Grande Slam (0)         |                       |
| Argenti Olimpici (0)    |                       |
| WTA Championships (0)   |                       |
| Tier I (2)              | Premier Mandatory (0) |
| Tier II (4)             | Premier 5 (0)         |
| Tier III (1)            | Premier (0)           |
| Tier IV (0)             | International (1)     |
| Tier V (0)              | International (1)     |

| N. | Data              | Torneo                                   | Superficie  | Avversaria in finale | Punteggio        |
|    | 27 settembre 2000 | 4º posto ai Giochi Olimpici, Sydney      | Cemento     | Monica Seles         | 1–6, 4–6         |
| 1. | 15 settembre 2001 | Brasil Open, Bahia                       | Cemento     | Monica Seles         | 3–6, 3–6         |
| 2. | 21 ottobre 2001   | Swisscom Challenge, Zurigo               | Cemento (i) | Lindsay Davenport    | 3–6, 1–6         |
| 3. | 28 ottobre 2001   | Generali Ladies Linz, Linz               | Cemento (i) | Lindsay Davenport    | 4–6, 1–6         |
| 4. | 4 febbraio 2002   | Open Gaz de France, Parigi               | Cemento (i) | Venus Williams       | w/o              |
| 5. | 25 maggio 2002    | Internationaux de Strasbourg, Strasburgo | Terra rossa | Silvia Farina Elia   | 4–6, 6–3, 3–6    |
| 6. | 29 luglio 2002    | Acura Classic, San Diego                 | Cemento     | Venus Williams       | 2–6, 2–6         |
| 7. | 13 ottobre 2003   | Zürich Open, Zurigo (2)                  | Cemento (i) | Justine Henin        | 0–6, 4–6         |
| 8. | 18 giugno 2011    | UNICEF Open, 's-Hertogenbosch            | Erba        | Roberta Vinci        | 7–6(7), 3–6, 5–7 |

### Doppio

#### Vittorie (4)
| Legenda: Prima del 2009 |
| ----------------------- |
| Grande Slam (0)         |
| Ori Olimpici (0)        |
| WTA Championships (0)   |
| Tier I (0)              |
| Tier II (3)             |
| Tier III (0)            |
| Tier IV (1)             |
| Tier V (0)              |

| N. | Data            | Torneo                                | Superficie  | Compagno         | Avversari in finale            | Punteggio        |
| 1. | 22 ottobre 2001 | Generali Ladies Linz, Linz            | Cemento (i) | Nadia Petrova    | Els Callens Chanda Rubin       | 6–1, 6–4         |
| 2. | 31 marzo 2002   | Sarasota Clay Court Classic, Sarasota | Terra verde | Elena Lichovceva | Els Callens Conchita Martínez  | 6(5)–7, 6–3, 6–3 |
| 3. | 12 agosto 2002  | JPMorgan Chase Open, Los Angeles      | Cemento     | Kim Clijsters    | Daniela Hantuchová Ai Sugiyama | 6–3, 6–3         |
| 4. | 21 ottobre 2002 | Generali Ladies Linz, Linz (2)        | Cemento (i) | Nadia Petrova    | Rika Fujiwara Ai Sugiyama      | 6–3, 6–2         |

#### Sconfitte (6)
| Legenda: Prima del 2009 |
| ----------------------- |
| Grande Slam (1)         |
| Argenti Olimpici (0)    |
| WTA Championships (0)   |
| Tier I (3)              |
| Tier II (2)             |
| Tier III (0)            |
| Tier IV (0)             |
| Tier V (0)              |

| N. | Data              | Torneo                            | Superficie    | Compagno          | Avversari in finale                    | Punteggio        |
| 1. | 26 settembre 1999 | Toyota Princess Cup, Tokyo        | Cemento       | Amanda Coetzer    | Conchita Martínez Patricia Tarabini    | 7–6(5), 4–6, 2–6 |
| 2. | 10 giugno 2001    | Open di Francia, Parigi           | Terra rossa   | Conchita Martínez | Virginia Ruano Pascual Paola Suárez    | 2–6, 1–6         |
| 3. | 20 agosto 2001    | Pilot Pen Tennis, New Haven       | Cemento       | Nadia Petrova     | Cara Black Elena Lichovceva            | 0–6, 6–3, 2–6    |
| 4. | 30 settembre 2002 | Kremlin Cup, Mosca                | Sintetico (i) | Nadia Petrova     | Elena Dement'eva Janette Husárová      | 6–2, 3–6, 6(7)–7 |
| 5. | 14 ottobre 2002   | Swisscom Challenge, Zurigo        | Cemento (i)   | Nadia Petrova     | Elena Bovina Justine Henin             | 2–6, 6(2)–7      |
| 6. | 12 maggio 2003    | Internazionali BNL d'Italia, Roma | Terra rossa   | Nadia Petrova     | Svetlana Kuznecova Martina Navrátilová | 4–6, 7–5, 2–6    |

## Risultati in progressione
| Sigla | Risultato               |
| ----- | ----------------------- |
| V     | Vincitore               |
| F     | Finalista               |
| SF    | Semifinalista           |
| O     | Oro olimpico            |
| A     | Argento olimpico        |
| SF    | Bronzo olimpico         |
| QF    | Quarti di Finale        |
| 4T    | Quarto turno            |
| 3T    | Terzo turno             |
| 2T    | Secondo turno           |
| 1T    | Primo turno             |
| RR    | Round Robin             |
| LQ    | Turno di qualificazione |
| A     | Assente                 |
| ND    | Non disputato           |

| Legenda superfici    |
| -------------------- |
| Cemento              |
| Terra battuta        |
| Erba                 |
| Superficie variabile |

### Singolare
|                           | Australia     | Australia     | Australia     | Australia     | Jugoslavia    | Jugoslavia    | Jugoslavia    | Jugoslavia    | Jugoslavia    | Australia     | Australia     | Australia     | Australia     | Australia     | Australia     | Australia |        |         |
| Torneo                    | 1997          | 1998          | 1999          | 2000          | 2001          | 2002          | 2003          | 2004          | 2005          | 2006          | 2007          | 2008          | 2009          | 2010          | 2011          | 2012      | Titoli | V–S     |
| Tornei del Grande Slam    |               |               |               |               |               |               |               |               |               |               |               |               |               |               |               |           |        |         |
| Australian Open           | A             | A             | 3T            | 1T            | 1T            | A             | A             | A             | A             | 1T            | A             | LQ            | QF            | 1T            | 2T            | 2T        | 0 / 8  | 8–8     |
| Open di Francia           | A             | A             | 1T            | 2T            | 3T            | QF            | 2T            | 1T            | A             | A             | A             | A             | 2T            | 1T            | 1T            | A         | 0 / 9  | 9–9     |
| Wimbledon                 | A             | A             | QF            | SF            | 4T            | 4T            | 3T            | 1T            | A             | LQ            | A             | A             | 1T            | LQ            | 1T            | A         | 0 / 8  | 19–8    |
| US Open                   | A             | A             | 1T            | 4T            | 4T            | 2T            | 2T            | 1T            | A             | A             | A             | A             | 1T            | LQ            | 2T            | A         | 0 / 8  | 9–8     |
| Vittorie-sconfitte        | 0–0           | 0–0           | 9–4           | 9–4           | 8–4           | 8–3           | 4–3           | 0–3           | 0–0           | 0–1           | 0–0           | 0–0           | 5–3           | 0–2           | 2–4           |           | 0 / 32 | 42–32   |
| Giochi Olimpici           |               |               |               |               |               |               |               |               |               |               |               |               |               |               |               |           |        |         |
| Giochi olimpici estivi    | Non disputato | Non disputato | Non disputato | 4º            | Non disputato | Non disputato | Non disputato | A             | Non disputato | Non disputato | Non disputato | A             | Non disputato | Non disputato | Non disputato |           | 0 / 1  | 4–2     |
| Tornei di fine anno       |               |               |               |               |               |               |               |               |               |               |               |               |               |               |               |           |        |         |
| WTA Tour Championships    | A             | A             | A             | A             | QF            | QF            | A             | A             | A             | A             | A             | A             | A             | A             | A             | A         | 0 / 2  | 2–2     |
| Tournament of Champions   | Non disputato | Non disputato | Non disputato | Non disputato | Non disputato | Non disputato | Non disputato | Non disputato | Non disputato | Non disputato | Non disputato | Non disputato | A             | A             | A             |           | 0 / 0  | 0–0     |
| WTA Premier Mandatory     |               |               |               |               |               |               |               |               |               |               |               |               |               |               |               |           |        |         |
| Indian Wells              | A             | A             | A             | 3T            | A             | 3T            | 2T            | 2T            | LQ            | A             | A             | A             | 1T            | 1T            | A             | 1T        | 0 / 8  | 3–8     |
| Miami                     | A             | A             | A             | 2T            | QF            | 3T            | QF            | 4T            | A             | A             | A             | A             | 2T            | A             | 1T            | 1T        | 0 / 8  | 10–8    |
| Madrid                    | Non disputato | Non disputato | Non disputato | Non disputato | Non disputato | Non disputato | Non disputato | Non disputato | Non disputato | Non disputato | Non disputato | Non disputato | A             | A             | A             | A         | 0 / 0  | 0–0     |
| Pechino                   | Non disputato | Non disputato | Non disputato | Non disputato | Non disputato | Non disputato | Non disputato | Non Tier I    | Non Tier I    | Non Tier I    | Non Tier I    | Non Tier I    | A             | A             | A             | A         | 0 / 0  | 0–0     |
| WTA Premier 5             |               |               |               |               |               |               |               |               |               |               |               |               |               |               |               |           |        |         |
| Dubai                     | Non disputato | Non disputato | Non disputato | Non disputato | Non Tier I    | Non Tier I    | Non Tier I    | Non Tier I    | Non Tier I    | Non Tier I    | Non Tier I    | Non Tier I    | A             | A             | 1T            | NP5       | 0 / 1  | 0–1     |
| Roma                      | A             | A             | A             | QF            | V             | 3T            | 1T            | 1T            | A             | A             | A             | A             | A             | A             | A             | A         | 1 / 5  | 10–4    |
| Cincinnati                | Non disputato | Non disputato | Non disputato | Non disputato | Non disputato | Non disputato | Non disputato | Non Tier I    | Non Tier I    | Non Tier I    | Non Tier I    | Non Tier I    | A             | A             | A             | A         | 0 / 0  | 0–0     |
| Toronto / Montréal        | A             | A             | 2T            | 1T            | 3T            | SF            | 3T            | A             | A             | A             | A             | A             | A             | A             | 1T            | A         | 0 / 6  | 7–6     |
| Tokyo                     | A             | A             | A             | A             | A             | 2T            | QF            | SF            | A             | A             | A             | A             | A             | A             | A             | A         | 0 / 3  | 4–3     |
| Carriera                  |               |               |               |               |               |               |               |               |               |               |               |               |               |               |               |           |        |         |
| Tornei giocati            | 3             | 2             | 16            | 21            | 26            | 29            | 30            | 16            | 10            | 8             | 1             | 13            | 15            | 18            | 19            |           |        | 221     |
| Finali                    | 0             | (1)           | 0             | 0             | 3             | 3             | 1             | 0             | 0             | 0             | 0             | 0             | (1)           | 0             | 1             |           |        | 8(2)    |
| Titoli                    | 0             | 0             | 0             | 0             | 3             | 2             | 0             | 0             | 0             | 0             | 0             | (3)           | (2)           | (3)           | 1             |           |        | 6(8)    |
| Cemento                   | 8–3           | 3–1           | 4–6           | 15–13         | 26–11         | 19–10         | 15–14         | 2–6           | 2–3           | 0–2           | 0–0           | 5–2           | 15–6          | 10–9          | 16–13         |           |        | 140–99  |
| Terra rossa               | 0–0           | 0–0           | 7–6           | 9–4           | 16–8          | 20–7          | 8–9           | 1–5           | 10–7          | 7–4           | 0–1           | 29–7          | 0–0           | 15–5          | 1–3           |           |        | 123–66  |
| Erba                      | 0–0           | 7–1           | 9–2           | 6–2           | 6–3           | 8–2           | 2–2           | 0–3           | 0–0           | 0–1           | 0–0           | 0–0           | 1–0           | 1–1           | 4–2           |           |        | 43–19   |
| Sintetico                 | 0–0           | 0–0           | 1–2           | 5–2           | 5–1           | 6–7           | 3–5           | 3–2           | 0–0           | 3–1           | 0–0           | 1–1           | 0–0           | 0–0           | 0–0           |           |        | 27–21   |
| Vittorie-sconfitte totali | 8–3           | 10–2          | 21–16         | 35–21         | 53–23         | 53–26         | 28–30         | 6–16          | 12–10         | 10–8          | 0–1           | 35–10         | 27–13         | 26–15         | 21–18         |           |        | 345–212 |
| Ranking di fine anno      | None          | 341           | 43            | 26            | 8             | 9             | 15            | 125           | 349           | 617           | /             | 179           | 56            | 137           | 66            | 259       |        |         |

## Vittorie contro giocatrici Top 10
| Stagione | 1999 | 2000 | 2001 | 2002 | 2003 | 2004-2010 | 2011 | Totale |
| Vittorie | 2    | 1    | 3    | 4    | 2    | 0         | 1    | 13     |

| #    | Giocatrice          | Ranking | Evento                         | Superficie  | Turno | Punteggio        | Rank. JDR |
| ---- | ------------------- | ------- | ------------------------------ | ----------- | ----- | ---------------- | --------- |
| 1999 |                     |         |                                |             |       |                  |           |
| 1.   | Martina Hingis (1)  | 1       | Torneo di Wimbledon, Londra    | Erba        | 1T    | 6–2, 6–0         | 129       |
| 2.   | Mary Pierce         | 7       | Torneo di Wimbledon, Londra    | Erba        | 4T    | 6–4, 6–3         | 129       |
| 2000 |                     |         |                                |             |       |                  |           |
| 3.   | Venus Williams      | 4       | Internazionali d'Italia, Roma  | Terra rossa | 3T    | 6–1, 6–2         | 37        |
| 2001 |                     |         |                                |             |       |                  |           |
| 4.   | Amanda Coetzer      | 8       | Miami Open, Miami              | Cemento     | 4T    | 6–3, 7–5         | 28        |
| 5.   | Amélie Mauresmo     | 4       | Internazionali d'Italia, Roma  | Terra rossa | F     | 7–6(3), 6–1      | 23        |
| 6.   | Kim Clijsters (1)   | 5       | Toyota Princess Cup, Tokyo     | Cemento     | SF    | 7–5, 6–4         | 11        |
| 2002 |                     |         |                                |             |       |                  |           |
| 7.   | Monica Seles        | 10      | Open Gaz de France, Parigi     | Cemento (i) | SF    | 6–3, 3–6, 6–4    | 9         |
| 8.   | Justine Henin       | 8       | Hamburg European Open, Amburgo | Terra rossa | QF    | 7–6(3), 7–6(3)   | 9         |
| 9.   | Jennifer Capriati   | 3       | San Diego Open, San Diego      | Cemento     | QF    | 2–6, 6–2, 6–4    | 5         |
| 10.  | Martina Hingis (2)  | 8       | Canadian Open, Montréal        | Cemento     | QF    | 6–4, 6–3         | 5         |
| 2003 |                     |         |                                |             |       |                  |           |
| 11.  | Chanda Rubin        | 10      | Zurich Open, Zurigo            | Cemento (i) | 1T    | 6–1, 5–7, 6–4    | 25        |
| 12.  | Kim Clijsters (2)   | 1       | Zurich Open, Zurigo            | Cemento (i) | SF    | 1–6, 6–3, 6–4    | 25        |
| 2011 |                     |         |                                |             |       |                  |           |
| 13.  | Francesca Schiavone | 5       | Malaysian Open, Kuala Lumpur   | Cemento     | 1T    | 2–6, 7–6(1), 6–4 | 91        |